# 安倍川駅

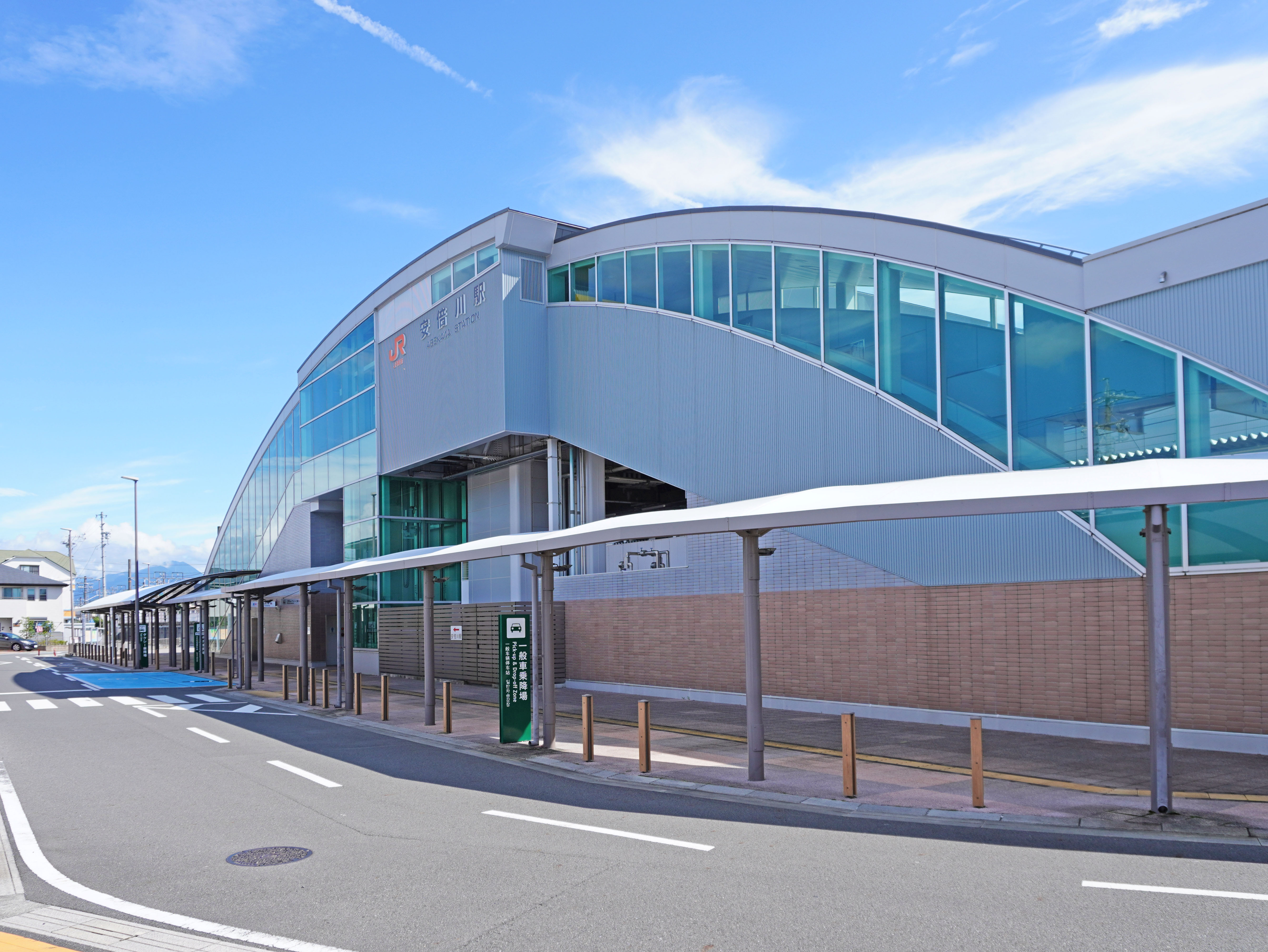
西口（2022年9月）

安倍川駅（あべかわえき）は、静岡県静岡市駿河区鎌田にある、東海旅客鉄道（JR東海）東海道本線の駅である。駅番号はCA18。
運行形態の詳細は「東海道線 (静岡地区)」を参照。

## 歴史
- 1985年（昭和60年）3月14日：国鉄東海道本線の静岡 - 用宗間に新規開業[1]。旅客営業のみ[1]。
- 1987年（昭和62年）4月1日：国鉄分割民営化により東海旅客鉄道の駅となる[1]。
- 2008年（平成20年）3月1日：TOICAのサービス開始。
- 2015年（平成27年）9月6日：新駅舎供用開始[2]。

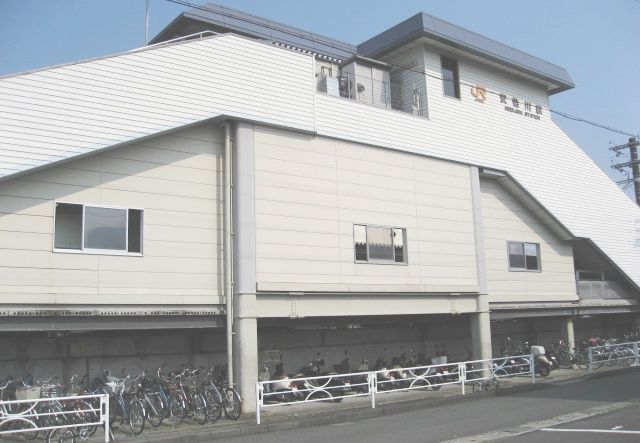
旧駅舎（2007年7月）

## 駅構造
相対式ホーム2面2線を有する地上駅。構内を東西に結ぶ簡便な橋上駅舎を備える。
JR東海交通事業の職員が業務を担当する業務委託駅で、静岡駅が当駅を管理している。JR全線きっぷうりばや自動券売機が設置されている。かつては改札口の脇に売店があったが、自動改札の導入と同時に廃止された。

### のりば
| 番線 | 路線          | 方向 | 行先           |
| ---- | ------------- | ---- | -------------- |
| 1    | CA 東海道本線 | 上り | 静岡・沼津方面 |
| 2    | CA 東海道本線 | 下り | 浜松・豊橋方面 |

（出典：JR東海:駅構内図）

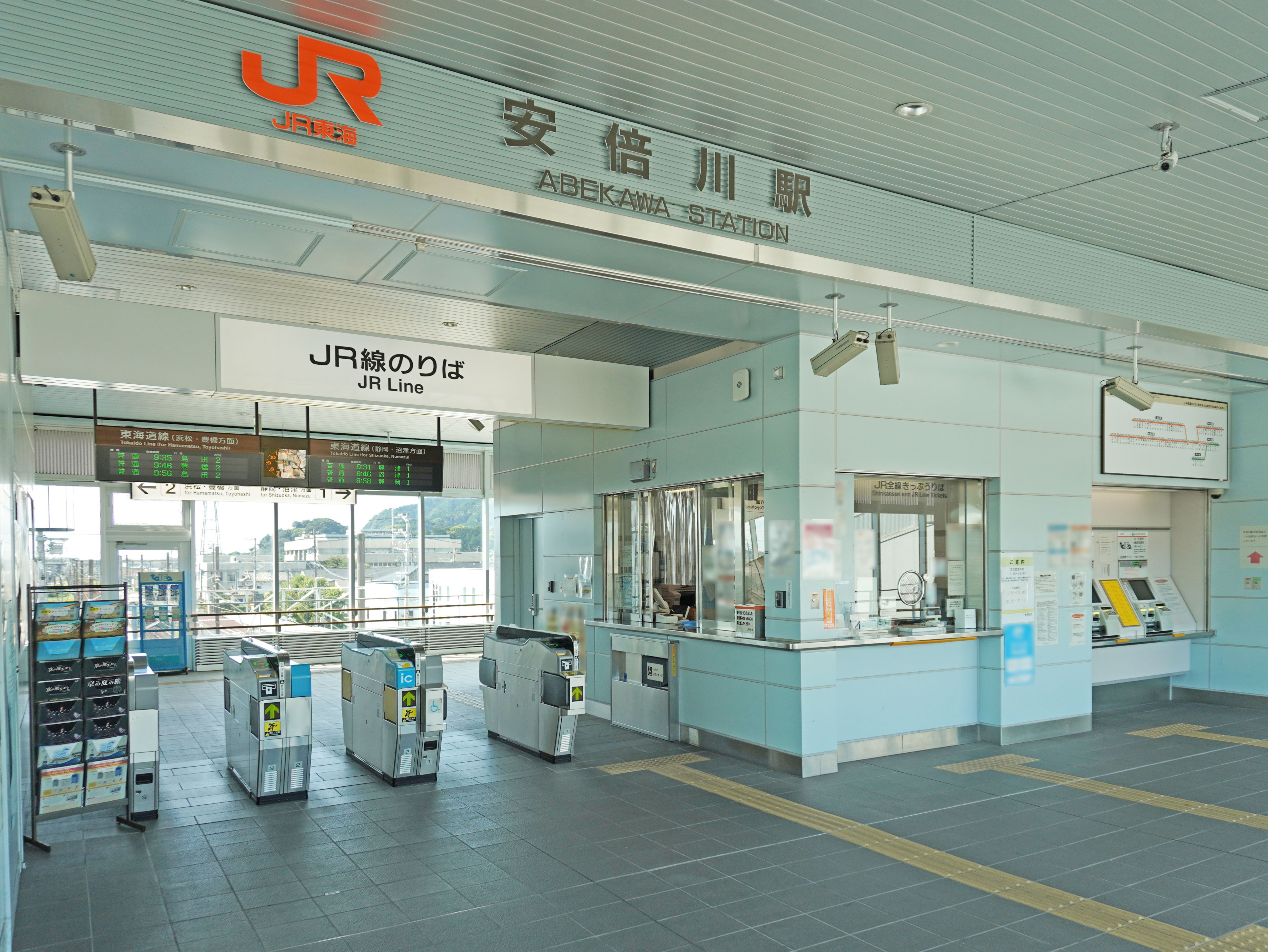
改札口（2022年9月）
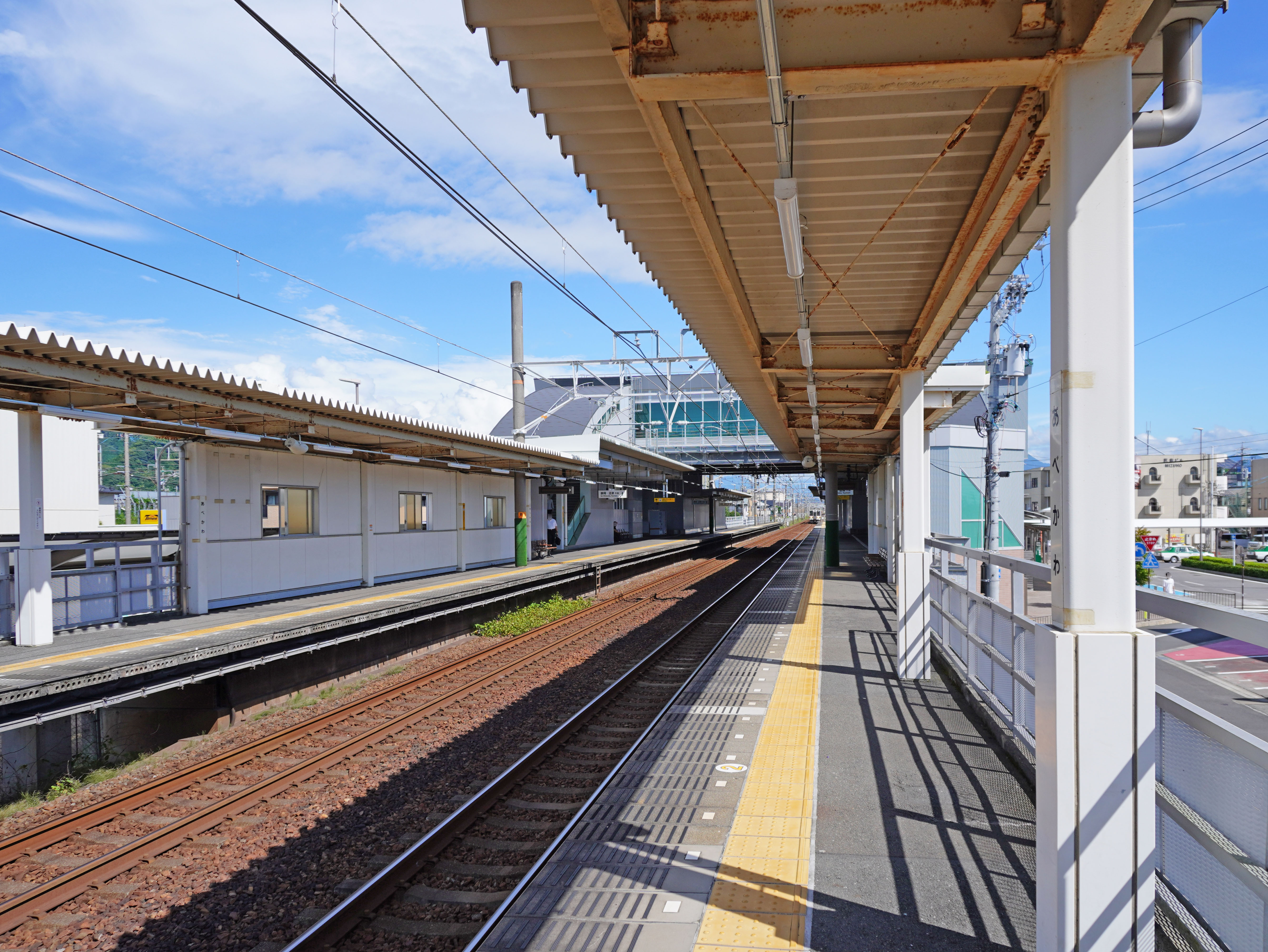
ホーム（2022年9月）

## 利用状況
JR東海の移動等円滑化取組報告書によると、2023年度（令和5年度）の1日平均乗降客数は9071人である。
1993年度（平成5年度）以降の推移は以下のとおりである。
| 乗車人員推移       | 乗車人員推移     | 乗車人員推移 |
| 年度               | 1日平均 乗車人員 | 出典         |
| ------------------ | ---------------- | ------------ |
| 1993年（平成05年） | 4,116            | [ * 2 ]      |
| 1994年（平成06年） | 4,087            | [ * 3 ]      |
| 1995年（平成07年） | 4,195            | [ * 4 ]      |
| 1996年（平成08年） | 4,356            | [ * 5 ]      |
| 1997年（平成09年） | 4,373            | [ * 6 ]      |
| 1998年（平成10年） | 4,392            | [ * 7 ]      |
| 1999年（平成11年） | 4,403            | [ * 8 ]      |
| 2000年（平成12年） | 4,376            | [ * 9 ]      |
| 2001年（平成13年） | 4,336            | [ * 10 ]     |
| 2002年（平成14年） | 4,303            | [ * 11 ]     |
| 2003年（平成15年） | 4,304            | [ * 12 ]     |
| 2004年（平成16年） | 4,312            | [ * 13 ]     |
| 2005年（平成17年） | 4,300            | [ * 14 ]     |
| 2006年（平成18年） | 4,350            | [ * 15 ]     |
| 2007年（平成19年） | 4,392            | [ * 16 ]     |
| 2008年（平成20年） | 4,439            | [ * 17 ]     |
| 2009年（平成21年） | 4,395            | [ * 18 ]     |
| 2010年（平成22年） | 4,487            | [ * 19 ]     |
| 2011年（平成23年） | 4,479            | [ * 20 ]     |
| 2012年（平成24年） | 4,508            | [ * 21 ]     |
| 2013年（平成25年） | 4,636            | [ * 22 ]     |
| 2014年（平成26年） | 4,520            | [ * 23 ]     |
| 2015年（平成27年） | 4,616            | [ * 24 ]     |
| 2016年（平成28年） | 4,718            | [ * 25 ]     |
| 2017年（平成29年） | 4,784            | [ * 26 ]     |
| 2018年（平成30年） | 4,831            | [ * 27 ]     |
| 2019年（令和元年） | 4,853            | [ * 28 ]     |
| 2020年（令和02年） | 3,898            | [ * 1 ]      |
| 2021年（令和03年） | 4,050            | [ * 1 ]      |

## 駅周辺

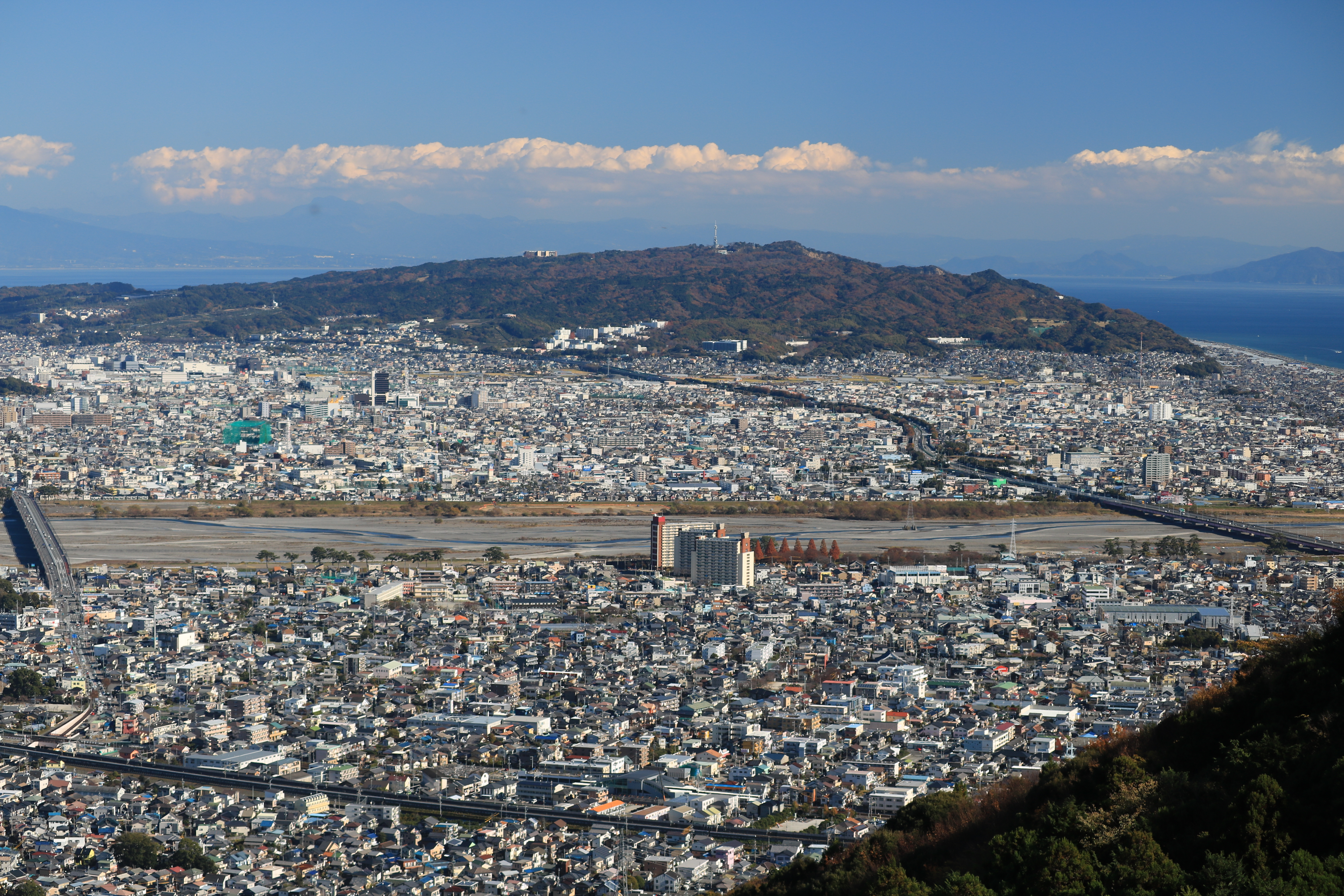
朝鮮岩から望む安倍川駅（中央手前）とその周辺、手前に並行する東海道新幹線、中央に安倍川（左端に市道丸子池田線の静岡大橋、右端に東名高速道路の安倍川橋、中央奥に日本平

周辺は駿河区長田地区の住宅街で、駅名でもある一級河川の安倍川までは徒歩10分程度（但し、安倍川餅で有名な安倍川橋東詰へは静岡駅からのアクセスの方が容易）。また、とろろ汁で有名な『元祖 丁子屋』へは当駅が最寄駅となるが当駅から約3km離れており、徒歩での移動が35～40分ほど掛かるため、むしろ隣の静岡駅よりバスで行った方が早く着く。
- 駿河区役所長田支所
- 長田体育館
- 静岡医療学園専門学校
- 静岡市立長田南中学校
- みずほ公園（手越原古戦場跡碑）
- しずてつストア丸子店
- 国道150号

### バス路線[3]
東口ロータリーにしずてつジャストラインの路線バス停留所が設置されている。停留所名は「安倍川駅」。毎日4往復が乗り入れている。
- 用宗線：新静岡行、93 用宗駅前行

## 隣の駅
東海旅客鉄道（JR東海）
CA 東海道本線
静岡駅 (CA17) - 安倍川駅 (CA18) - 用宗駅 (CA19)

### 記事本文
1. 1 2 3 4  石野哲 編『停車場変遷大事典 国鉄・JR編』 II（初版）、JTB、1998年10月1日、20頁。ISBN 978-4-533-02980-6。
2. ↑  JR安倍川駅周辺整備計画について
3. ↑  安倍川駅 のりば地図 2025年3月29日閲覧。

### 利用状況
静岡県統計年鑑
1. 1 2  “移動等円滑化取組報告書（鉄道駅）”.   東海旅客鉄道. 2025年5月4日閲覧。
2. ↑  “6.鉄道運輸状況” (PDF). 静岡県統計年鑑1993(平成5年).   静岡県. p. 285 (2013年5月9日). 2019年7月3日時点のオリジナルよりアーカイブ。2019年7月3日閲覧。
3. ↑  “6.鉄道運輸状況” (PDF). 静岡県統計年鑑1994(平成6年).   静岡県. p. 285 (2013年5月9日). 2019年7月3日時点のオリジナルよりアーカイブ。2019年7月3日閲覧。
4. ↑  “6.鉄道運輸状況” (PDF). 静岡県統計年鑑1995(平成7年).   静岡県. p. 285 (2013年5月9日). 2019年7月3日時点のオリジナルよりアーカイブ。2019年7月3日閲覧。
5. ↑  “6.鉄道運輸状況” (PDF). 静岡県統計年鑑1996(平成8年).   静岡県. p. 290 (2013年5月9日). 2019年7月3日時点のオリジナルよりアーカイブ。2019年7月3日閲覧。
6. ↑  “6.鉄道運輸状況” (PDF). 静岡県統計年鑑1997(平成9年).   静岡県. p. 290 (2013年5月9日). 2019年7月3日時点のオリジナルよりアーカイブ。2019年7月3日閲覧。
7. ↑  “6.鉄道運輸状況” (PDF). 静岡県統計年鑑1998(平成10年).   静岡県. p. 290 (2013年5月9日). 2019年7月3日時点のオリジナルよりアーカイブ。2019年7月3日閲覧。
8. ↑  “6.鉄道運輸状況” (PDF). 静岡県統計年鑑1999(平成11年).   静岡県. p. 290 (2013年5月9日). 2019年7月3日時点のオリジナルよりアーカイブ。2019年7月3日閲覧。
9. ↑  “6.鉄道運輸状況” (PDF). 静岡県統計年鑑2000(平成12年).   静岡県. p. 338 (2013年5月9日). 2019年7月3日時点のオリジナルよりアーカイブ。2019年7月3日閲覧。
10. ↑  “6.鉄道運輸状況” (PDF). 静岡県統計年鑑2001(平成13年).   静岡県. p. 282 (2013年5月9日). 2019年7月3日時点のオリジナルよりアーカイブ。2019年7月3日閲覧。
11. ↑  “6.鉄道運輸状況” (PDF). 静岡県統計年鑑2002(平成14年).   静岡県. p. 282 (2013年5月9日). 2019年7月3日時点のオリジナルよりアーカイブ。2019年7月3日閲覧。
12. ↑  “6.鉄道運輸状況” (PDF). 静岡県統計年鑑2003(平成15年).   静岡県. p. 284 (2013年5月9日). 2019年7月3日時点のオリジナルよりアーカイブ。2019年7月3日閲覧。
13. ↑  “6.鉄道運輸状況” (PDF). 静岡県統計年鑑2004(平成16年).   静岡県 (2013年5月9日). 2019年7月3日時点のオリジナルよりアーカイブ。2019年7月3日閲覧。
14. ↑  “6.鉄道運輸状況” (PDF). 静岡県統計年鑑2005(平成17年).   静岡県 (2013年5月9日). 2019年7月3日時点のオリジナルよりアーカイブ。2019年7月3日閲覧。
15. ↑  “6.鉄道運輸状況” (PDF). 静岡県統計年鑑2006(平成18年).   静岡県 (2013年5月9日). 2019年7月3日時点のオリジナルよりアーカイブ。2019年7月3日閲覧。
16. ↑  “6.鉄道運輸状況” (PDF). 静岡県統計年鑑2007(平成19年).   静岡県 (2013年5月9日). 2019年7月3日時点のオリジナルよりアーカイブ。2019年7月3日閲覧。
17. ↑  “6.鉄道運輸状況” (PDF). 静岡県統計年鑑2008(平成20年).   静岡県 (2013年5月9日). 2019年7月3日時点のオリジナルよりアーカイブ。2019年7月3日閲覧。
18. ↑  “6.鉄道運輸状況” (PDF). 静岡県統計年鑑2009(平成21年).   静岡県 (2013年5月9日). 2019年7月3日時点のオリジナルよりアーカイブ。2019年7月3日閲覧。
19. ↑  “6.鉄道運輸状況” (PDF). 静岡県統計年鑑2010(平成22年).   静岡県 (2013年5月9日). 2019年7月3日時点のオリジナルよりアーカイブ。2019年7月3日閲覧。
20. ↑  “6.鉄道運輸状況” (PDF). 静岡県統計年鑑2011(平成23年).   静岡県 (2013年5月9日). 2019年7月3日時点のオリジナルよりアーカイブ。2019年7月3日閲覧。
21. ↑  “6.鉄道運輸状況” (PDF). 静岡県統計年鑑2012(平成24年).   静岡県 (2014年5月1日). 2019年7月3日時点のオリジナルよりアーカイブ。2019年7月3日閲覧。
22. ↑  “6.鉄道運輸状況” (PDF). 静岡県統計年鑑2013(平成25年).   静岡県 (2015年5月11日). 2019年7月3日時点のオリジナルよりアーカイブ。2019年7月3日閲覧。
23. ↑  “6.鉄道運輸状況” (PDF). 静岡県統計年鑑2014(平成26年).   静岡県 (2016年5月2日). 2019年7月3日時点のオリジナルよりアーカイブ。2019年7月3日閲覧。
24. ↑  “6.鉄道運輸状況” (PDF). 静岡県統計年鑑2015(平成27年).   静岡県 (2017年5月2日). 2019年7月3日時点のオリジナルよりアーカイブ。2019年7月3日閲覧。
25. ↑  “6.鉄道運輸状況” (PDF). 静岡県統計年鑑2016(平成28年).   静岡県 (2018年3月29日). 2019年7月3日時点のオリジナルよりアーカイブ。2019年7月3日閲覧。
26. ↑  “6.鉄道運輸状況” (PDF). 静岡県統計年鑑2017(平成29年).   静岡県 (2019年3月27日). 2019年7月3日時点のオリジナルよりアーカイブ。2019年7月3日閲覧。
27. ↑  “6.鉄道運輸状況” (PDF). 静岡県統計年鑑2018(平成30年).   静岡県 (2020年3月17日). 2020年6月5日時点のオリジナルよりアーカイブ。2020年8月19日閲覧。
28. ↑  “6.鉄道運輸状況” (PDF). 静岡県統計年鑑2019(令和元年).   静岡県 (2021年3月23日). 2021年3月24日時点のオリジナルよりアーカイブ。2021年3月24日閲覧。